# Livro sobre Números e Cálculo
O Suàn shù shū (筭數書), ou os Escritos sobre Cálculo (também como Livro sobre Números e Cálculo),  é um dos primeiros tratados matemáticos chineses conhecidos. Ele foi escrito durante o início da Dinastia Han Ocidental, em algum momento entre 202 a.C. e 186 a.C..